# 博尔谢沃-佩斯基农村居民点
博尔谢沃-佩斯基农村居民点（俄语：Борщёво-Песковское сельское поселение）是俄罗斯联邦沃罗涅日州埃尔季利区所属的一个农村居民点。其下辖有2个居民点，行政中心为博尔谢沃-佩斯基。据2016年统计，该农村居民点的人口为533人。